# Medalla Lyell
La medalla Lyell es una medalla científica otorgada anualmente por la Sociedad Geológica de Londres (Geological Society of London), comparable a la medalla Murchison, adjudicada en reconocimiento a investigaciones de calidad excepcional en el campo de ciencias de la Tierra. Lleva su nombre en reconocimiento a Charles Lyell (1797-1875).

## Medallistas Lyell

### SigloXIX
- 1876: John Morris
- 1877: James Hector
- 1878: George Busk
- 1879: Edmond Hébert
- 1880: John Evans
- 1881: John William Dawson
- 1882: John Lycett
- 1883: William Benjamin Carpenter
- 1884: Joseph Leidy
- 1885: Harry Govier Seeley
- 1886: William Pengelly
- 1887: Samuel Allport
- 1888: Henry Alleyne Nicholson
- 1889: William Boyd Dawkins
- 1890: Thomas Rupert Jones
- 1891: Thomas McKenny Hughes
- 1892: George Highfield Morton
- 1893: Edwin Tulley Newton
- 1894: John Milne
- 1895: John Frederick Blake
- 1896: Arthur Smith Woodward
- 1897: George Jennings Hinde
- 1898: Wilhelm Waagen
- 1899: Charles Alexander McMahon
- 1900: John Edward Marr

### SigloXX
- 1901: Ramsay Heatley Traquair
- 1902: Antonin Fritsch
- 1902: Richard Lydekker
- 1903: Frederick William Rudler
- 1904: Alfred Gabriel Nathorst
- 1905: Hans Reusch
- 1906: Frank Dawson Adams
- 1907: (John) Joseph Frederick Whiteaves
- 1908: Richard Dixon Oldham
- 1909: Percy Fry Kendall
- 1910: Arthur Vaughan
- 1911: Francis Arthur Bather
- 1911: Arthur Walton Rowe
- 1912: Philip Lake
- 1913: Sydney Savory Buckman
- 1914: Charles Stewart Middlemiss
- 1915: Edmund Johnston Garwood
- 1916: Charles William Andrews
- 1917: Wheelton Hind
- 1918: Henry Woods
- 1919: William Fraser Hume
- 1920: Edward Greenly
- 1921: Emmanuel de Margerie
- 1922: Charles Davison
- 1923: Gustave Frederic Dollfus
- 1924: William Wickham King
- 1925: John Frederick Norman Green
- 1926: Owen Thomas Jones
- 1927: Albert Ernest Kitson
- 1928: Sidney Hugh Reynolds
- 1928: William Dickson Lang
- 1929: Arthur Morley Davies
- 1930: Frederick Chapman
- 1930: Herbert Brantwood Maufe
- 1931: Ernest Clayton Andrews
- 1932: Henry Dewey
- 1932: Maria Matilda Ogilvie Gordon
- 1933: James Ernest Richey
- 1934: Walter Howchin
- 1934: Frank Lorimer Kitchin
- 1935: D. M. S. Watson
- 1936: Eleanor Mary Reid
- 1936: Leonard Johnston Wills
- 1937: Linsdall Richardson
- 1938: John Pringle
- 1939: William Noel Benson
- 1940: Herbert Leader Hawkins
- 1941: Ernest Sheppard Pinfold
- 1942: William Sawney Bisat
- 1943: Darashaw Nosherwan Wadia
- 1944: Norman Ross Junner
- 1945: Leonard Frank Spath
- 1946: Robert Heron Rastall
- 1947: Stanley Smith
- 1948: Arthur Hubert Cox
- 1949: William Joscelyn Arkell
- 1950: Samuel James Shand
- 1951: William Dixon West
- 1952: Alfred Kingsley Wells
- 1953: Oliver Meredith Boone Bulman
- 1954: John Baird Simpson
- 1955: Wilfred Norman Edwards
- 1956: Leslie Reginald Cox
- 1957: Stephen Henry Straw
- 1958: Helen Marguerite Muir-Wood
- 1959: David Williams
- 1960: Doris Livesey Reynolds
- 1961: John Vernon Harrison
- 1962: Lawrence Rickard Wager
- 1963: Thomas Neville George
- 1964: Dorothy Hill
- 1965: Charles Findlay Davidson
- 1966: Sergei Ivanovich Tomkeieff
- 1967: William Quarrier Kennedy
- 1968: Maurice Black
- 1969: Francis John Turner
- 1970: Frederick Henry Stewart
- 1971: Percival Allen
- 1972: Alec Westley Skempton
- 1973: Janet Vida Watson
- 1974: Martin Fritz Glaessner
- 1975: Dorothy Helen Rayner
- 1976: Walter Brian Harland
- 1977: Bernard Elgey Leake
- 1978: Robin Gilbert Charles Bathurst
- 1979: Derek Victor Ager
- 1980: John Robert Lawrence Allen
- 1981: William Stuart McKerrow
- 1982: George Patrick Leonard Walker
- 1983: John Frederick Dewey
- 1984: Douglas James Shearman
- 1985: John Douglas Hudson
- 1986: Harry Blackmore Whittington
- 1987: Nicholas John Shackleton
- 1988: Richard Gilbert West
- 1989: John Michael "Jake" Hancock
- 1990: Anthony Hallam
- 1991: John Imbrie
- 1992: Alfred G Fischer
- 1993: Michael Robert Leeder
- 1994: William Gilbert Chaloner
- 1995: Robert Keith O'Nions
- 1996: Richard Allen Fortey
- 1997: Richard Barrie Rickards
- 1998: Simon Conway Morris
- 1999: Ernest Henry Rutter
- 2000: Derek Ernest Gilmor Briggs

### SigloXXI
- 2001: Paul Tapponnier
- 2002: Andrew Smith
- 2003: Harry Elderfield
- 2004: Dianne Edwards
- 2005: Michael James Benton
- 2006: Geoffrey Boulton
- 2007: Phillip Allen
- 2008: Alan Gilbert Smith
- 2009: Nick McCave
- 2010: William F. Ruddiman
- 2011: Christopher Paola
- 2012: Eric Wolff
- 2013: Paula Reimer
- 2014: Martin Brasier
- 2015: Colin Ballantyne
- 2016: John R. Underhill[1]
- 2017: Rosalind Rickaby
- 2018: Julian A. Dowdeswell
- 2019: Nicholas Kusznir
- 2020: Rachel Wood